# Marcin Burkhardt
Marcin Burkhardt (* 25. September 1983 in Elbląg, Polen) ist ein polnischer Fußballspieler.

## Vereinskarriere
Burkhardt begann seine Profikarriere bei Amica Wronki. In der Saison 2000/01 debütierte er in der Ekstraklasa. Hier avancierte er sogar zum Nationalspieler. 2005 wechselte er zu Legia Warschau. Hier konnte er lediglich in seiner ersten Saison glänzen und wurde 2008 nach Schweden an den IFK Norrköping verkauft. In der schwedischen Allsvenskan, der höchsten Spielklasse, absolvierte er 14 Spiele und schoss ein Tor. Nachdem Norrköping am Saisonende abgestiegen war, spielte er 2009/10 auch noch 15 Spiele in der Superettan (der 2. Schwedischen Liga) und schoss insgesamt vier Tore. Zur Rückrunde der Saison 2009/10 wechselte er in die Ukraine zu Metalist Charkiw. Hier konnte er sich allerdings nicht durchsetzen und wurde Anfang 2010 ein Jahr lang an Jagiellonia Białystok ausgeliehen. Mit seinem neuen Klub gewann er sowohl den polnischen Pokal wie auch den polnischen Supercup. Im Januar 2011 wurde er von Białystok fest verpflichtet. Im Sommer 2012 wechselte er zum aserbaidschanischen Erstligisten PFK Simurq Zaqatala. Hier bestritt er 24 Ligaspiele und erzielte fünf Tore. Zu Beginn der Saison 2013/14 wechselte er in die 2. polnische Liga zu Miedź Legnica. Er unterschrieb einen Zweijahresvertrag. Marcin Burkhardt kam jedoch auf nur 12 Ligaspiele und löste, im beidseitigen Einverständnis, den Vertrag nach dem Saisonende auf. Zur Saison 2014/15 wechselte er nach Bulgarien zu Tscherno More Warna, wo er Stammspieler ist und den Bulgarischen Pokal, wie auch den Bulgarischen Supercup gewann. Anfang 2016 löste er den Vertrag mit Tscherno More Warna auf und wechselte in die 2. Liga Norwegens zu Ullensaker/Kisa IL, wo er einen 1-Jahres-Vertrag unterschrieb. Burkhardt konnte sich bei den Norwegern jedoch nicht durchsetzen und bat nach nur 6 Einsätzen um Vertragsauflösung. Zur Saison 2016/2017 wechselte er zum polnischen Zweitligisten Pogoń Siedlce und ein Jahr später zu Motor Lublin. Seit 2018 spielt er für den Drittligisten Legionovia Legionowo. Nach einem Jahr für Gryf Wejherowo unterzeichnete er bei Pogon Siedlce zurück, spielte aber meist für dessen zweite Mannschaft.

## Nationalmannschaft
In der Polnischen Nationalmannschaft spielte er zwischen 2003 und 2005 insgesamt 10 mal und erzielte ein Tor.

## Wissenswertes
Sein jüngerer Bruder Filip Burkhardt ist ebenfalls Fußballprofi (er spielte 2018/19 für Bytovia Bytów in der 2. polnischen Liga), genauso wie sein Vater Jacek Burkhardt es war (spielte für Olimpia Posen, B36 Tórshavn und TB Tvöroyri).

## Erfolge
- Polnischer Meister: 2006
- Polnischer Pokalsieger: 2008, 2010
- Polnischer Superpokalsieger: 2010
- Bulgarischer Pokalsieger: 2015
- Bulgarischer Superpokalsieger: 2015